# Sivuca
Severino Dias de Oliveira, mais conhecido como Sivuca (Itabaiana, 26 de maio de 1930 – João Pessoa, 14 de dezembro de 2006), foi um multi-instrumentista, maestro, arranjador, compositor, orquestrador e cantor brasileiro. Suas composições e trabalhos incluem, dentre outros ritmos, choros, frevos, forrós, jazz, baião, música clássica, blues, entre muitos outros.

## Biografia

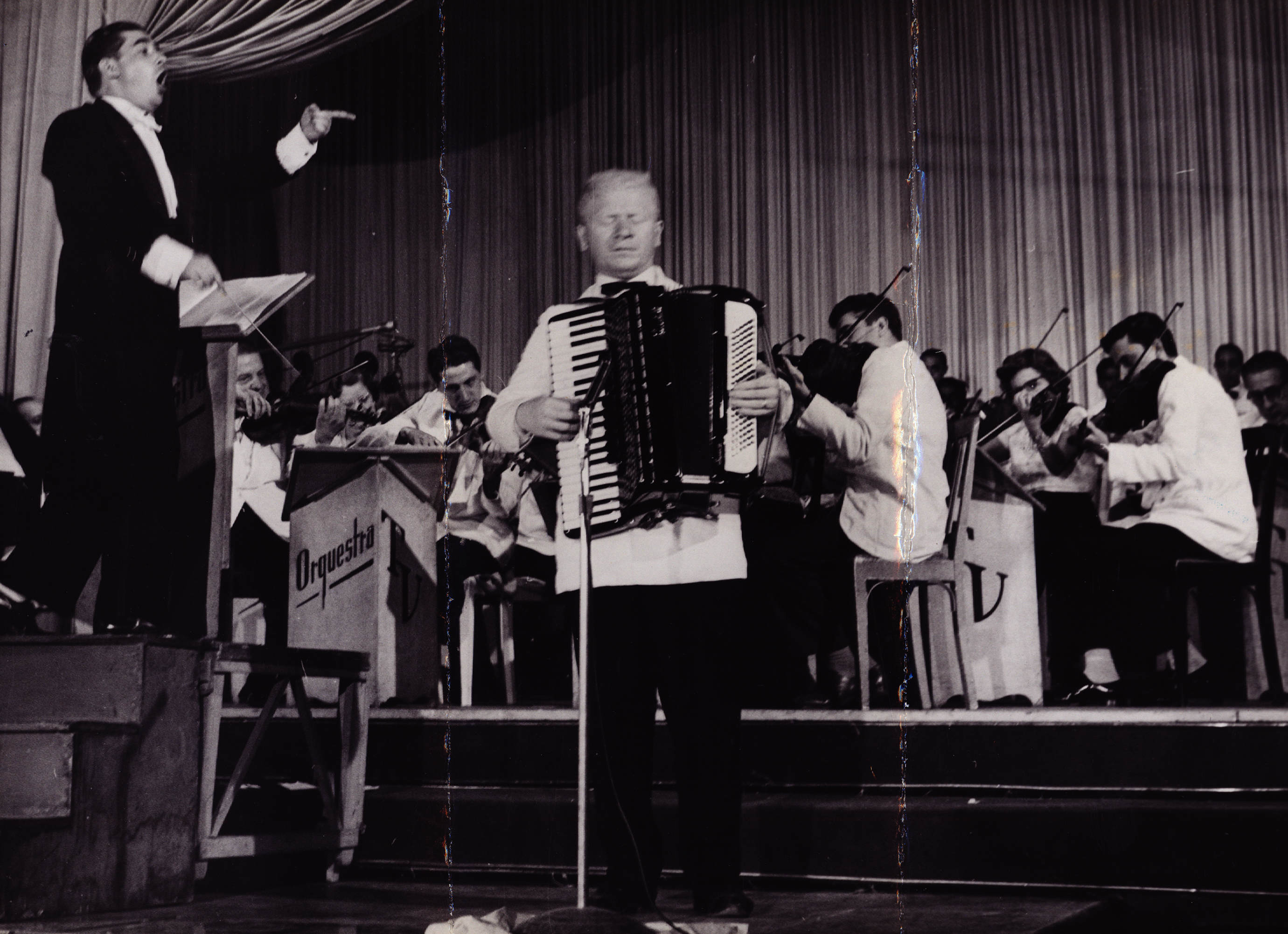
Sivuca no Festival de Vozes da TV Tupi

Sivuca nasceu em 26 de maio de 1930 na cidade de Itabaiana, na Paraíba. Ele era portador de albinismo.
Ganhou uma sanfona de presente do seu avô Pablo Juacir em 13 de junho de 1939, em um  dia de São João  quando tinha 9 anos. Aos 34 anos, ingressou na Rádio Clube de Pernambuco, no Recife. E em 1948, fez parte do elenco da Rádio Jornal do Comércio.
Em 1951, gravou o primeiro disco em 78 rotações, pela Continental, com "Carioquinha do Flamengo" (Waldir Azevedo, Bonfiglio de Oliveira) e "Tico-Tico no Fubá" (Zequinha de Abreu). Nesse mesmo ano, lançou o primeiro sucesso nacional, em parceria com Humberto Teixeira, "Adeus, Maria Fulô" (que foi regravado numa versão psicodélica pelos Mutantes, nos anos 1960).
A partir de 1955, foi morar no Rio de Janeiro. Após apresentações na Europa como acordeonista de um grupo chamado Os Brasileiros, chegou a morar em Lisboa e Paris, a partir de 1959. Foi considerado o melhor instrumentista de 1962 pela imprensa parisiense. Gravou o disco "Samba Nouvelle Vague" (Barclay), com vários sucessos de bossa-nova.
Morou em Nova Iorque de 1964 a 1976, onde, entre outros trabalhos, foi autor do arranjo do grande sucesso "Pata Pata", de Miriam Makeba, com quem então viajou pelo mundo até o fim da década de 1960. Em 1971, Harry Belafonte o convidou para arranjar e tocar no especial dele e de Julie Andrews, na TV NBC, na cidade de Los Angeles. Fez uso de violão e sanfona, arranjou para orquestra de cordas, a quatro mãos, com o compositor e arranjador Nelson Riddle, inclusive o arranjo de uma canção escrita para Julie Andrews homenagear Vincent van Gogh.
Compôs trilhas para os filmes Os Trapalhões na Serra Pelada (1982) e Os Vagabundos Trapalhões (1982). Um dos discos mais emblemáticos da carreira do artista é o Sivuca Sinfônico (Biscoito Fino, 2006), em que toca ao lado da Orquestra Sinfônica do Recife sete arranjos orquestrais de sua autoria, um registro inédito e completo de sua obra erudita.
Em 2006 o músico lançou o DVD Sivuca – O Poeta do Som, que contou com a participação de 160 músicos convidados. Foram gravadas 13 faixas, além de duas reproduzidas em parceria com a Orquestra Sinfônica da Paraíba.

### Morte
Faleceu em 14 de dezembro de 2006, depois de dois dias internado para tratamento de um câncer, que já o acometia desde 2004. Sivuca deixou a esposa, cantora e compositora Glorinha Gadelha, uma filha, Flávia, que atualmente está organizando o acervo do seu pai, e mais três netos, Lirah, Lívia e Pedro.

## Acervo musical
Muitas partituras de Sivuca foram doadas por sua viúva, Glória Gadelha ao acervo da Fundação Joaquim Nabuco, do Recife. A doação a uma instituição pernambucana deveu-se a uma dívida de gratidão que o próprio Sivuca dizia ter com o Recife em sua formação musical. O legado de Sivuca permanece vivo para as próximas gerações.

## Discografia
- Motivo para Dançar (Copacabana, 1956)
- Motivo para Dançar Nº 2 - Sivuca e Seu Conjunto (Copacabana, 1957)
- Rendez-vous a Rio (1965)
- Golden Bossa Nova Guitar (1968)
- Sivuca (1968)
- Putte Wickman & Sivuca (1969)
- Sivuca (1969)
- Joy - Trilha Sonora do Musical - Oscar Brown Jr. / Jean Pace / Sivuca (RCA, 1970)
- Sivuca (Vanguard/Copacabana, 1973)
- Live at the Village Gate (Vanguard/Copacabana, 1975)
- Sivuca e Rosinha de Valença Ao Vivo (RCA, 1977)
- Sivuca (Copacabana, 1978)
- Forró e Frevo (Copacabana, 1980)
- Cabelo de Milho (Copacabana, 1980)
- Forró e Frevo Vol. 2 (Copacabana, 1982)
- Vou Vida Afora (Copacabana, 1982)
- Onça Caetana (Copacabana, 1983)
- Forró e Frevo Vol. 3 (Copacabana, 1983)
- Forró e Frevo Vol. 4 (Copacabana, 1984)
- Sivuca & Chiquinho Do Acordeon (Barclay, 1984)
- Som Brasil (1985)
- Chiko's Bar - Toots Thielemans & Sivuca (1986)
- Rendez-Vous in Rio - Sivuca / Toots Thielemans / Silvia (1986)
- Sanfona e Realejo (3M, 1987)
- Let's Vamos - Sivuca & Guitars Unlimited (1987)
- Um Pé No Asfalto, Um Pé Na Buraqueira (Copacabana/CBS, 1990)
- Pau Doido (1993)
- Enfim Solo (1997)
- Cada um Belisca um Pouco - Sivuca / Dominguinhos / Oswaldinho (Biscoito Fino, 2004)
- Sivuca Sinfônico - Sivuca / Orquestra Sinfônica do Recife (Biscoito Fino, 2006)
- Sivuca e Quinteto Uirapuru - Sivuca / Quinteto Uirapuru (Kuarup, 2004)
- Sivuca - O Poeta do Som (DVD Kuarup, 2006)
- Terra Esperança (Kuarup, 2007)